# 石川県道245号花園藤野線

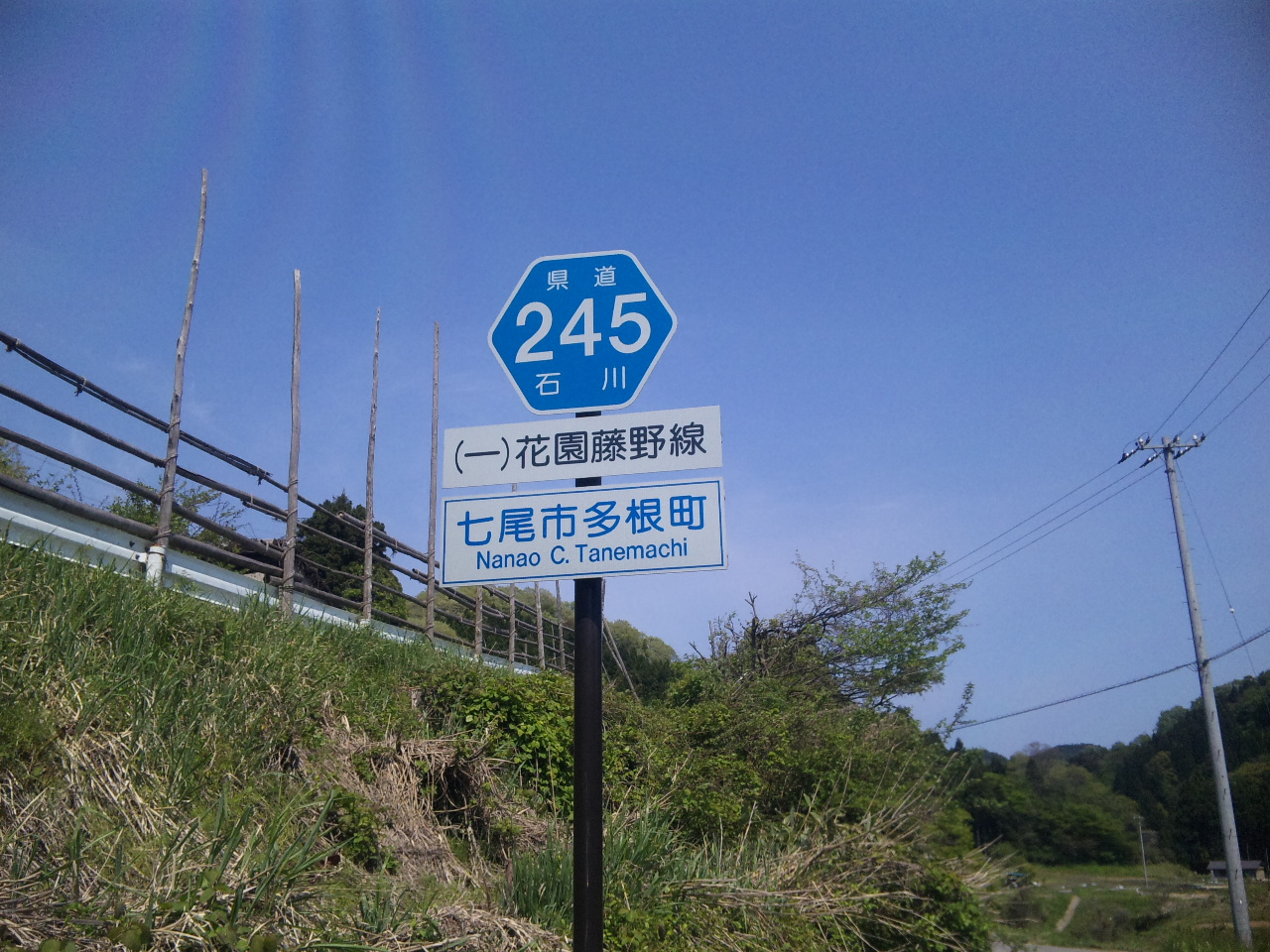
石川県道245号花園藤野線を標す路線番号案内標識（七尾市多根町）

石川県道245号花園藤野線（いしかわけんどう245ごう はなぞのふじのせん）は、石川県七尾市内を通る一般県道（石川県道）である。

## 概要
- 起点：七尾市花園町シ部5番地先（＝七尾市立有磯小学校南、国道160号交点）
- 終点：七尾市藤野町ロ部14番地先（＝藤野町交差点、国道159号交点）

## 歴史
- 1960年（昭和35年）10月15日：路線認定。
- 2010年（平成22年）7月13日：七尾市花園町地内の集落をバイパスする新道（860.0m）が開通する[1]。
- 2011年（平成23年）3月29日：七尾市花園町地内の集落内を経由していた旧道部（1,156.3m）が除外される[2]。

## 接続路線
- 国道160号（七尾市花園町：起点）
- 林道城石線（七尾市多根町）
- 国道159号（藤野町交差点、七尾市藤野町：終点）

## 周辺
- 日本海
  - 富山湾
- 熊渕川
- 七尾市立有磯小学校
- 南大呑郵便局
- 多根ダム
- 七尾コロサスキー場
- 石川県立七尾工業高等学校跡
- 七尾自動車学校
- 七尾城山運動公園
  - 七尾市城山体育館
  - 城山陸上競技場
  - 七尾城山野球場
- 七尾市立東部中学校
- ナッピィモール